# 牛頓遊戲動力學
牛頓遊戲動力學是一個开源软件，用于游戏和其他及時應用上真實模擬刚体的物理引擎。它的的求解器是固定的，而不是基於傳統线性互补问题（LCP）或迭代法。
牛頓遊戲動力學由Julio Jerez積極開發。新的版本將利用多核心處理器和圖形處理器的優勢來開發。